# Gråspirea
Gråspirea (Spiraea cana) är en rosväxtart som beskrevs av Franz de Paula Adam von Waldstein-Wartemberg och Kit.. Enligt Catalogue of Life ingår Gråspirea i släktet spireor och familjen rosväxter, men enligt Dyntaxa är tillhörigheten istället släktet spireor och familjen rosväxter. Arten förekommer tillfälligt i Sverige, men reproducerar sig inte. Utöver nominatformen finns också underarten S. c. mollis.